# Beaga, Pazardjik
Beaga (în bulgară Бяга) este un sat în comuna Brațigovo, regiunea Pazardjik,  Bulgaria. 

## Demografie
Componența etnică a satului Beaga
     Bulgari (86,91%)
     Nicio identificare (12,39%)
     Altele (0,69%)
La recensământul din 2011, populația satului Beaga era de 1.444 locuitori. Din punct de vedere etnic, majoritatea locuitorilor (86,91%) erau bulgari. Pentru 12,39% din locuitori nu este cunoscută apartenența etnică.